# Putz- und Mauerbinder
Putz- und Mauerbinder (Abkürzung MC) ist gemäß der DIN EN 413-1 ein feingemahlenes hydraulisches Bindemittel für Putzmörtel und Normalmauermörtel. Durch Zugabe von Gesteinskörnung und Wasser wird er auf der Baustelle zu Mörtel verarbeitet. 
Wesentliche Bestandteile sind Portlandzement, Gesteinsmehl und die Verarbeitung erleichternde Zusatzmittel (Luftporenbildner, Betonverflüssiger, Verzögerer) sowie manchmal auch hydraulischer Kalk. Die Zugabe von anorganischen Pigmenten ist erlaubt, nicht jedoch die Zugabe organischer Pigmente.
Putz- und Mauerbinder erhärten, wie alle hydraulischen Bindemittel, nicht nur an der Luft, sondern auch unter Wasser.
Putz- und Mauerbinder werden in drei Druckfestigkeitsklassen eingeteilt. Die minimale Druckfestigkeit nach 28 Tagen ist auf 5, 12,5 oder 22,5 N/mm² festgelegt und muss in einer normgerechten Bezeichnung angegeben werden. Das Fehlen von Luftporenbildner wird mit dem Buchstaben X angegeben. MC 12.5X bedeutet zum Beispiel: Putz- und Mauerbinder der Druckfestigkeitsklasse 12.5 ohne Porenbildner.